# Nonoshita Shoji
Shoji Nonoshita (sinh ngày 24 tháng 5 năm 1970) là một cầu thủ bóng đá người Nhật Bản.

## Sự nghiệp câu lạc bộ
Shoji Nonoshita đã từng chơi cho Gamba Osaka, Yokohama Flügels và Consadole Sapporo.